# Willibald Imhoff
Willibald Imhoff (Norimberga, 16 novembre 1519 – Norimberga, 25 gennaio 1580) è stato un banchiere, mercante, collezionista d'arte e patrizio tedesco della dinastia degli Imhoff.

## Biografia

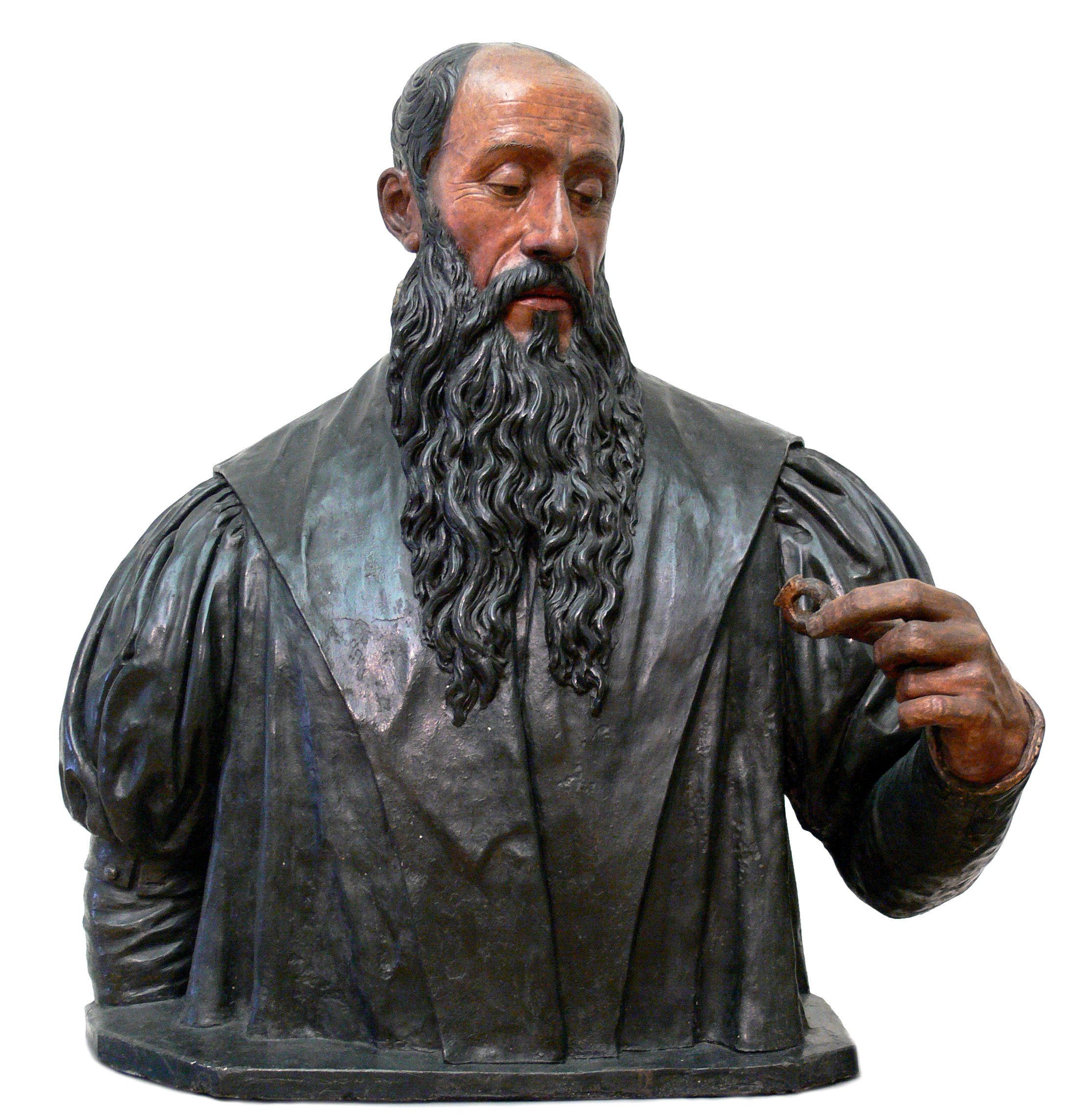
Busto di Willibald Imhoff (Johan Gregor van der Schardt)

Willibald era figlio del mercante e banchiere Hans VI Imhoff e di sua moglie, Felicitas Pirckheimer, figlia dell'umanista Willibald Pirckheimer. Sin da giovane venne coinvolto negli affari della società commerciale della sua famiglia, con sede a Norimberga.
Da quando suo nonno materno morì nel 1530 senza aver lasciato una discendenza maschile, la sua biblioteca e gran parte dei suoi beni artistici vennero lasciati al nipote Willibald. Imhoff ha gradualmente ampliò la collezione di suo nonno giungendo a creare un vero e proprio "gabinetto d'arte" che includevano alcune delle opere più preziose di proprietà di casa Pirckheimers, come ad esempio opere di Dürer, Holbein, Cranach, Tiziano e Paris Bordone. La fama di collezionista ed esperto d'arte oltre all'esperienza acquisita in tale campo da Imhoff lo portò ad essere chiamato alla corte del duca Alberto V di Baviera dove ebbe la mansione di catalogare ed ordinare la collezione numismatica del sovrano.